# Kleines Wiesental
Kleines Wiesental è un comune di 2 967 abitanti del Baden-Württemberg, in Germania.

Appartiene al circondario di Lörrach.

## Storia
Il comune di Kleines Wiesental fu creato il 1º gennaio 2009 dalla fusione dei comuni di Bürchau, Elbenschwand, Neuenweg, Raich, Sallneck, Tegernau, Wies e Wieslet, che ne divennero frazioni.

## Geografia antropica
Il territorio comunale comprende 8 centri abitati (Ortsteil):
- Bürchau
- Elbenschwand
- Neuenweg
- Raich
- Sallneck
- Tegernau
- Wies
- Wieslet